# Metroul din Praga
Metroul din Praga (Pražské metro în cehă) este un sistem de metrou din Praga, Cehia, fiind cea mai rapidă formă de transport în comun din oraș. Sistemul transportă peste un milion de pasageri pe zi și este furnizat de Compania de Transport în Comun pentru Praga (Dopravní podnik Praha). Trenurile circulă între orele 05:00 și 24:00 în fiecare zi, cu o durată de 2-3 minute între trenuri în orele de vârf.În anul 1974 linia C mergea de la Kačerov la Florenc în anii 80 linia mergea pana la direcția Háje în 1984 mergea la Fučikova

Harta metroului din 2015

## Rețea
Sistemul de metrou este compus din trei linii: A, B și C, care sunt colorate verde, galben și roșu, respectiv. Rețeaua are 51 de stații, dintre care trei pot fi folosite pentru transfer între linii. Liniile sunt aranjate într-o formațiune triunghiulară, întâlnindu-se în centrul orașului.
| # | Nume              | Deschisă | Lungime | Stații |
| - | ----------------- | -------- | ------- | ------ |
| A | Linia A (Linka A) | 1978     | 17,1 km | 17     |
| B | Linia B (Linka B) | 1985     | 25,6 km | 24     |
| C | Linia C (Linka C) | 1974     | 18,1 km | 17     |
|   | Total:            |          | 54,7 km | 54     |

## Bilete
Metroul din Praga folosește un bilet comun cu celelate metode de transport public, precum autobuzul și tramvaiul. Un bilet simplu, care durează 75 de minute și permite transfer cu alte rute, costă 20 CZK. Un bilet netransferabil, care poate fi folosit pentru călătorii mai scurte de cinci stații, costă 14 CZK. De asemenea, există abonamente începând de la o zi până la un an. Pasagerii sunt obligați să își cumpere și composteze biletul înainte de a intra pe platforma de stație.